# Хислип, Джейми
Джеймс Питер Ричард Хислип (англ. James Peter Richard Heaslip), более известный как Джейми Хислип (англ. Jamie Heaslip, родился 15 декабря 1983 года в Тверии) — ирландский регбист, играющий на позиции стягивающего за клуб «Ленстер» и сборную Ирландии.

## Ранние годы
Джейми родился в израильском городе Тверия. Его отец — бригадный генерал Ричард Хислип, один из основателей Крыла армейских рейнджеров (специального подразделения вооружённых сил Ирландии). У Джейми также есть два старших брата и сестра. Семья Хислипов вернулась в Ирландию вскоре после рождения Джейми и поселилась в городе Нейс, где он жил до переезда в Дублин в возрасте 17 лет. Он учился в колледже Ньюбридж в графстве Килдэр, а также в Городском университете Дублина и Тринити-колледже Дублина.

## Карьера игрока
Уже в 2004 году Хислип стал вызываться в сборную Ирландии по регби. В 2004 году на молодёжном чемпионате мира среди игроков до 21 года, проходившем в Шотландии, он дошёл со сборной до финала и уступил там Новой Зеландии, а также был номинирован на приз лучшему молодому игроку по версии Международного совета регби. В марте 2005 года Хислип дебютировал на профессиональном уровне за команду «Ленстер» в Кельтской лиге, где провёл 70 официальных игр и набрал более 90 очков, в том числе 10 очков за счёт двух попыток в Кубке Хейнекен. Осенью 2006 года он дебютировал за сборную Ирландии в тест-матчах против «Пасифик Айлендерс» — сборной Тихоокеанских островов, причём оказался 1000-м по счёту игроком, сыгравшим хотя бы один матч за сборную Ирландии.
В 2007 году Хислип попал в символическую сборную Кельтской Лиги, повторив это достижение в 2008 вместе с Беном Блэром и Фелипе Контепоми и попав снова в команду в 2009 году, установив тем самым рекорд и улучшив его ещё и в 2010 году. В 2009 году Хислип со сборной Ирландии завоевал Кубок шести наций и Большой шлем, а также попал в британскую сборную «Британские и ирландские львы», которая совершила в том году турне по ЮАР (он сыграл все три тест-матча) и даже был номинирован на приз лучшему регбисту по версии Международного совета регби.

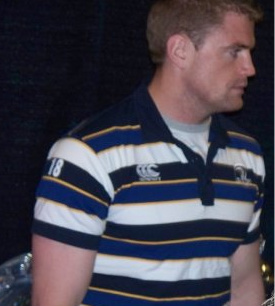
Хислип в марте 2009 года

В полуфинале Кубка Хейнекен против «Тулузы» Хислип занёс единственную попытку, однако его клуб проиграл 26:16. 12 июня 2010 года Хислип стал первым ирландским профессиональным регбистом, удалённым с поля: в матче против Новой Зеландии он ударил Ричи Маккоу в колено и был дисквалифицирован на пять недель Международным советом регби. Тем не менее, Хислип участвовал в играх чемпионата мира по регби 2011 года в Новой Зеландии.
Осенью 2012 года Хислип стал капитаном сборной после того, как из-за травм из состава были исключены Брайан О’Дрисколл, Пол О’Коннелл и Рори Бест; в ранге капитана он вывел сборную на тест-матч против ЮАР. В январе 2013 года Хислип был назначен тренером Декланом Кидни капитаном сборной на Кубок шести наций вместо опытнейшего Брайана О’Дрисколла, который был капитаном с 2003 года, а в апреле 2013 года попал в состав «Британских и ирландских львов» для турне по Австралии.
Джейми Хислип сыграл на чемпионате мира 2015 года в Англии, а в 2016 году снова был номинирован на приз лучшему регбисту мира по версии World Rugby. Он получил приз «Лучшая попытка года» за попытку, занесённую в матче против Италии 12 марта на Кубке шести наций.
26 февраля 2018 года Хислип объявил о завершении карьеры из-за травмы, так и не сыграв на Кубке шести наций.

## Личная жизнь
Джейми Хислип, Роб Кирни, Дейв Кирни и Шон О’Брайен — владельцы паба «Bellamy's Pub» в Боллсбридже, который был ими приобретён в сентябре 2014 года. После ремонта и отделки паб был открыт под новым названием «The Bridge 1859». Хислип также собирается открыть бар «Lemon and Duke» в центре Дублина.

## Достижения

### Командные
Ленстер
- Обладатель Кубка Хейнекен (3): 2008–09, 2010–11, 2011–12
- Чемпион Про12 (3): 2007–08, 2012–13, 2013–14
- Обладатель Европейского кубка вызова (1): 2012–13

Ирландия
- Чемпион Кубка шести наций (3): 2009, 2014, 2015
- Обладатель Тройной короны (2): 2007 и 2009
- Обладатель Большого шлема (1): 2009
- Лучшая попытка года в регби: 2016

Британские и ирландские львы
- Участник турне (2): 2009[англ.], 2013[англ.]
- Победитель серии (1): 2013[англ.]

### Личные
- Лучший игрок по версии фанатов Профессиональной ассоциации ирландских регбистов: 2010
- Член сборной звёзд Кельтской лиги: 2007, 2008, 2009, 2010, 2011

Номинации
- Игрок года по версии Международного совета регби: 2009, 2016
- Европейский игрок года: 2011, 2012, 2013, 2015